# Solanum triflorum
Solanum triflorum là loài thực vật có hoa trong họ Cà. Loài này được Nutt. miêu tả khoa học đầu tiên năm 1818.